# 下村

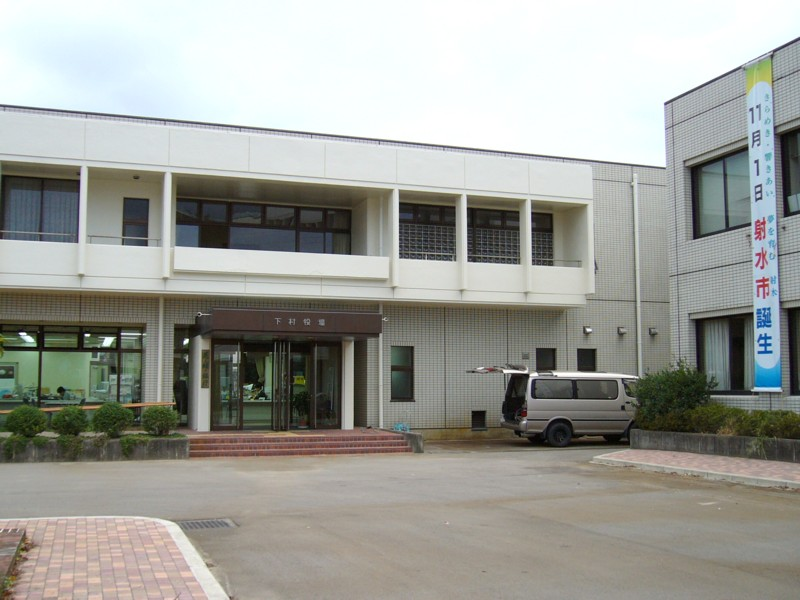
下村役場（現・射水市役所下村庁舎）

下村（しもむら）は、富山県の中央部に位置していた村である。

## 概要
稲作が盛んな富山平野の中央に位置し、下村産コシヒカリは「やぶさめ米」として有名。関東地方にも出荷され、ブランド米としての人気も高い。「水郷の里」建設中、下村加茂遺跡が見つかり炭化米などが出土し、既に弥生時代から稲作が行われていたことがわかった。現在の村は明治の大合併により周辺の村々が集まって誕生。「萩野乃下邑」からとって「下村」となる。平成元年には開村100周年を迎えた。
かつては京都下鴨神社の荘園として「倉垣荘」などが存在しており、そのゆかりのある下村加茂神社ではやんさんまの愛称で親しまれる流鏑馬をはじめとし四季折々の祭りが行われ、全国からの観光客も多い。
- 世帯数: 517戸（平成11年）
- 海抜: 0.9m～3.1m

## 地理
- 河川: 新堀川、新鍛冶川

### 隣接している自治体
- 富山市
- 新湊市
- 小杉町

## 歴史
- 1889年（明治22年）4月1日 - 町村制の施行により、射水郡下村、大白石村、摺出村、八講開村、倉垣小杉村、三十三ケ村の区域の一部、八島新村の区域の一部、中沖村の区域の一部及び野寺新村の区域をもって、射水郡下村が発足する。
- 2005年（平成17年）11月1日 - 新湊市並びに射水郡大島町、小杉町、大門町及び下村が合併して、射水市が発足する。

## 村長
- 初代 坂井敬義

## 教育・保育
- 下村立下村保育園
- 下村立下村小学校

## 主な公共施設
- 下村農村環境改善センター
- 下村農業者トレーニングセンター
- 下村デイサービスセンター
- 下村保健センター
- 下村はぎ診療所
- 下村交流センター（図書館・児童館）
- 下村とねりこふれあい館（水郷の里管理施設）
- 下村民俗資料館
- 下村馬事公園

## 交通

### 道路
一般国道
国道8号
国道415号
都道府県道
富山県道41号新湊平岡線
富山県道204号小杉本江線
富山県道322号八町大門線
富山県道347号東老田白石線

## 名所・旧跡・観光スポット・祭事・催事
- 水郷の里（パークゴルフ場、ダーツ場、下村加茂遺跡展示室）
- 馬事公園、放牧場
- 加茂神社
- 福王寺
- 加茂神社鰤分け神事（1月1日）
- 加茂神社鳥追い神事（1月15日）
- 加茂神社やんさんま（流鏑馬）祭り・牛乗式（牛つぶし）（5月4日）
- 加茂神社御田植祭（6月上卯日）
- 加茂神社の稚児舞（9月4日）越中の稚児舞として国の重要無形民俗文化財に指定
- 加茂神社の神送祭（9月30日）
- 加茂神社の神迎祭（10月31日）